# Rhopalomastix
Rhopalomastix es un género de hormigas perteneciente a la familia Formicidae, categorizado en la tribu Crematogastrini. Fue descrito por Auguste Forel en 1900.

## Especies
- Rhopalomastix escherichi Forel, 1911
- Rhopalomastix glabricephala Wang, Yong & Jaitrong, 2018
- Rhopalomastix janeti Donisthorpe, 1936
- Rhopalomastix mazu Terayama, 2009
- Rhopalomastix murphyi Wang, Yong & Jaitrong, 2018
- Rhopalomastix omotoensis Terayama, 1996
- Rhopalomastix rothneyi Forel, 1900
- Rhopalomastix striata Wang, Yong & Jaitrong, 2018
- Rhopalomastix tenebra Wang, Yong & Jaitrong, 2018
- Rhopalomastix umbracapita Xu, 1999